# Patrick Hamilton
Patrick Hamilton (Hassocks, West Sussex, Inglaterra; 17 de marzo de 1904 - Sheringham, Norfolk; 23 de septiembre de 1962) fue un novelista y dramaturgo británico.
Gozó de notable popularidad en vida, pero tras su muerte cayó en el olvido, pese a la alta consideración que le dispensaban escritores como Graham Greene, J. B. Priestley o Doris Lessing; de modo que era recordado casi exclusivamente como autor de los dramas que fueron adaptados a la pantalla en famosas películas de George Cukor (Luz de gas, basado en la obra homónima) y de Alfred Hitchcock (La soga). En los primeros años del siglo XXI su obra novelística ha conocido un renacimiento, manifestado en reediciones, adaptaciones televisivas y revisiones críticas.
La crítica pone de relieve el rasgo dickensiano de su narrativa, con la que describe aspectos de la cultura de las clases populares del Londres de la época de entreguerras, mostrando una notable compasión por los más desfavorecidos, al tiempo que un ácido sentido del humor. Estas características han llevado a Nick Hornby a referirse a Hamilton como "el tramo perdido de la autovía entre Dickens y Martin Amis". J.B. Priestley, por su parte, alabaría su don para describir "una especie de tierra de nadie de hoteles cutres, pensiones sórdidas y bares donde las personas sin hogar pueden conocerse".

## Vida y obra

### Primeros años
Anthony Walter Patrick Hamilton nació el 17 de marzo de 1904 en Hassocks, una pequeña localidad cerca de Brighton. Era el más pequeño de los tres hijos de Bernard y Ellen Hamilton. Tanto el padre como la madre tenían pretensiones literarias: él publicó algunas novelas históricas y ella, con el seudónimo de Olivia Roy, un par de novelas románticas, una de ellas, The Husband Hunter ("La cazadora de maridos"), llevada incluso al cine en 1920. Bernard Hamilton era un abogado no ejerciente que había heredado de su padre una pequeña fortuna, que dilapidó en alcohol y mujeres. En palabras de su biógrafo Nigel Jones, "el padre de Patrick era un viudo alcohólico y mujeriego, además de un patriarca tiránico y distante. Su madre, Nellie, era una divorciada posesiva, una infeliz snob y una suicida". (La madre de Hamilton se suicidaría efectivamente en 1934).

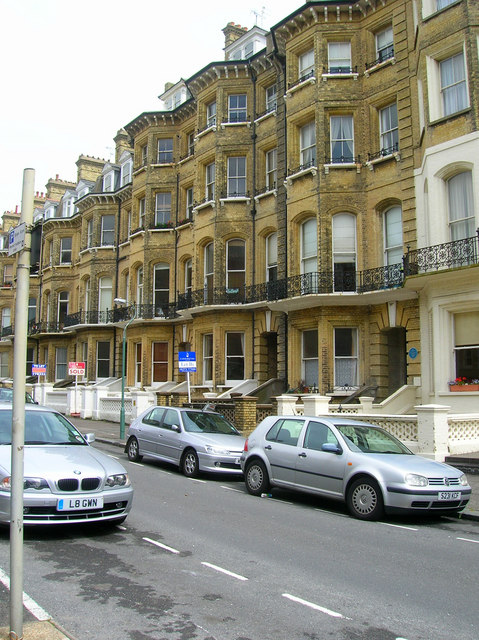
First Avenue, Hove. La placa azul señala una de las casas donde pasó su infancia Patrick Hamilton

El alcoholismo y la ineptitud financiera del padre determinaron que buena parte de la infancia de Patrick transcurriera en casas de huéspedes de Hove, en Sussex, y de Chiswick, un suburbio de Londres. Más adelante, el ambiente un punto sórdido de esas pensiones se convertiría en el escenario de los protagonistas de algunas de sus ficciones; muy especialmente en el caso de la novela The Slaves of Solitude ("Los esclavos de la soledad", 1947). Las mismas razones hicieron que la educación de Hamilton fuera irregular y concluyera a los quince años, cuando su madre hubo de retirarlo de la prestigiosa Westminster School.
A los diecisiete años Hamilton comenzó a trabajar en el teatro como actor y asistente de escena; pero pronto dio un giro más prosaico a su actividad profesional, trabajando como taquimecanógrafo, disciplina que había aprendido por correspondencia.

### Un rápido éxito
La carrera de Hamilton como escritor comenzó precozmente, con la dickensiana Monday Morning ("Lunes por la mañana"), publicada en 1925, pero escrita cuando el autor tenía todavía diecinueve años. Esa primera novela fue seguida al año siguiente por Craven House, cuya trama gira alrededor de los huéspedes de una pensión, y en 1928 por Twopence Coloured, ambientada en el mundo del teatro. 
Esas tres primeras novelas dieron ya a Hamilton una cierta reputación a ambos lados del Atlántico; pero su primer éxito masivo se produjo en 1929 con la obra de teatro Rope ("La soga"), que recreaba dramáticamente un caso de la realidad criminal que, aunque ocurrido en Chicago, había conmocionado unos años antes a la sociedad británica casi tanto como a la americana: en 1924 dos jóvenes universitarios homosexuales de "buena familia", Richard Leopold y Nathan Loeb asesinaron a sangre fría a un muchacho de catorce años, Bobbie Franks, sin mejor motivo que el "interés científico" por el crimen perfecto y la voluntad de demostrar que ellos estaban por encima de la gente corriente. Hamilton siempre negó que La soga estuviera basada en el crimen de Leopold y Loeb, pero las semejanzas entre sus protagonistas de ficción y los asesinos reales y la coincidencia del móvil permiten albergar pocas dudas al respecto. Sea como fuere, la obra se convirtió de inmediato en un éxito del West End, se produjo también en los Estados Unidos (allí con el título Rope's End, "Al final de la cuerda") y se representó en casi todo el mundo durante años (incluida España, en 1955). Alfred Hitchcock adaptó La soga a la pantalla en 1948, pero el resultado no satisfizo lo más mínimo al autor, que describió la película como "bailes de sociedad sórdidos y prácticamente carentes de significado".
En 1927 Hamilton se enamoró de una prostituta del Soho, Lily Connoly, con la que entabló una relación patológica y destructiva, que ficcionalizó en 1929 en la novela The Midnight Bell ("La Campana de Medianoche"). Esta novela se convertiría en la primera parte de la trilogía semiautobiográfica Twenty Thousand Streets under the Sky ("Veinte mil calles bajo el cielo"), un desolado triángulo amoroso que se desarrolla alrededor del pub cuyo nombre da título a la primera novela, protagonizada por el barman Bob. La segunda parte de la trilogía, The Siege of Pleasure ("El asedio del placer") se publicó en 1932 y en ella la protagonista es Jenny Maple, la prostituta. En el tercer volumen, The Plains of Cement ("Las llanuras de cemento"), publicado en 1934, la protagonista será la camarera Ella. Las tres novelas de esta "trilogía de Londres" se publicaron en un solo volumen en 1935, con un prefacio del reputado autor teatral J.B. Priestley. La trilogía se convertiría, setenta años después, en una miniserie de la BBC que conservó el título original y dedicó un episodio de cincuenta minutos a cada novela, emitidos en días consecutivos entre el 19 y el 21 de abril de 2005.
Entretanto, Hamilton se había casado en 1930, sólo unos días después de morir su padre, con Lois Martin, un matrimonio que, aunque duraría formalmente hasta 1953 fue tan desafortunado que al parecer ni siquiera se consumó. Sin embargo, Lois ejerció durante los primeros años una influencia benéfica sobre Patrick, consiguiendo que limitara e incluso abandonara temporalmente su consumo de alcohol durante la redacción de "El asedio del placer".
Cuando a los veintiocho años se hallaba en la cumbre de su carrera literaria, en 1932 Hamilton fue malamente atropellado por un conductor borracho, que le causó múltiples fracturas y heridas en la cara que requirieron cirugía plástica y le obligaron a permanecer un año en hospitales y casas de salud.  Hamilton reflejaría en su obra este desgraciado suceso, añadiendo un accidente causado por un conductor ebrio a El asedio del placer antes de su publicación definitiva. Las secuelas del atropello le dejaron permanentemente desfigurado y probablemente contribuyeron a que sucumbiera al alcoholismo. Su hermano Bruce calculó que en los últimos años cuarenta Hamilton llegó a beber tres botellas de whisky diarias, que además había de adquirir en el mercado negro, a un precio desorbitado, lo que le suponía un gasto anual de 2000 libras, suficiente entonces para comprarse una casa.
No cabe duda de que Hamilton podía permitirse una adicción tan cara. En 1938 había obtenido otro enorme éxito teatral con la obra Gaslight ("Luz de gas"), que se representó durante casi tres años seguidos (1942-1944) en Estados Unidos (con el título Angel Street) y que fue llevada al cine dos veces: una primera versión  británica en 1940, más fiel a la obra teatral,  dirigida por Thorold Dickinson y con Anton Walbrook en el papel del villano protagonista, y una versión de Hollywood en 1944, dirigida por George Cukor y con un reparto de lujo protagonizado por Charles Boyer (en el papel del villano), Joseph Cotten e Ingrid Bergman, que por su actuación ganó el Óscar a la mejor actriz principal. La obra teatral, y sobre todo la película de Cukor, se hicieron tan populares que dieron lugar al término gaslighting en inglés y a la expresión "hacer luz de gas (a alguien)", en español, en ambos casos con el sentido de 'tratar de volver loca a una persona, haciéndole creer que no es real lo que ve o lo que siente', que es lo que hacía el protagonista de la obra con su desdichada esposa.
Hamilton se adhirió al marxismo a mediados de los años treinta, en parte influido por la simpatía de su hermano Bruce hacia la Unión Soviética. Desde entonces hasta su muerte, Hamilton sería no sólo un intelectual marxista, sino un comunista convencido y un admirador de Stalin, que alababa a Jrushchov por negarse a "ir demasiado lejos en su denigración de Stalin", aunque nunca llegó a ser formalmente miembro del Partido Comunista ni se comprometió en actividades propagandísticas significativas. Su visión marxista y sus simpatías por el comunismo sólo se reflejan de forma indirecta o subyacente en sus obras, expresándose principalmente en su aguda percepción de la alienación de la vida en el anonimato de la gran ciudad, y, en opinión de un crítico "en su compasión por la falta de esperanza de las vidas de sus personajes". La excepción la constituye su única novela abiertamente marxista, acaso por ello también una de las menos conocidas y apreciadas, Impromptu in Moribundia, una fábula distópica publicada en 1939 y que constituye una crítica satírica radical de la sociedad inglesa y de la cultura burguesa.

### Madurez artística
Hamilton volvió a volcar experiencias personales en la novela que publicó en 1941, Hangover Square (literalmente, "Plaza de la Resaca"), una de sus obras más sombrías y a la que la crítica considera de manera unánime como la más lograda, junto a Los esclavos de la soledad. Con el telón de fondo del inminente estallido de la Segunda Guerra Mundial, su protagonista es un alcohólico solitario, que sufre de una personalidad esquizoide con episodios de trastorno disociativo y que se obsesiona por obtener el afecto de Netta, una actriz fracasada a la que conoce en el círculo de falsos amigos que comparten la afición por la bebida y que le explota despiadada y descaradamente, hasta que se desencadena un desenlace trágico. En el trasfondo de la trama se trasluce la pasión no correspondida que Hamilton sintió a mediados de los años treinta por la actriz Geraldine Fitzgerald y sus propios problemas con el alcohol. Se ha escrito que, junto con Bajo el volcán, de Malcolm Lowry, Hangover Square se encuentra "entre los más penetrantes estudios sobre la bebida".
Hangover Square fue objeto de una adaptación cinematográfica homónima en 1945, dirigida por John Brahm y con Laird Cregar y Linda Darnell en los papeles de la pareja protagonista. El guion de la película introducía importantes cambios respecto a la trama de la novela, principalmente trasladar la acción a 1899 y convertir al protagonista en un compositor y pianista clásico, que en la escena final interpreta su propio concierto (compuesto para la película por Bernard Herrmann). Esto último explica que la película se estrenase en España con el título de Concierto macabro.
Hamilton abandonó Londres durante la guerra y se estableció en la pequeña localidad de Henley-on-Thames, que convertiría en la ficticia "Thames Lockdon" en la que se desarrolla la trama de The Slaves of Solitude ("Los esclavos de la soledad"), que publicaría en 1947. La novela, ambientada en el invierno de 1943, está protagonizada por una mujer de 39 años que se considera ya a sí misma una solterona y se ve obligada a residir en una sórdida pensión de la localidad, al haber sido destruida por un bombardeo su vivienda en Londres. La trama se desarrolla casi en su totalidad entre las mezquinas intrigas de los huéspedes de la pensión y, en contraste con ese medio, la alegría, un tanto impostada e impulsada por el alcohol, de los pubs a los que acude la protagonista en compañía de uno de los muchos soldados estadounidenses destinados en las proximidades, durante los preparativos de lo que sería unos meses después la invasión de Normandía. Siendo la única novela de Hamilton que aborda la Segunda Guerra Mundial, en ella la guerra es sólo una presencia lejana, de la que los personajes parecen enterarse solo por periódicos y noticiarios; la guerra consiste para ellos en el oscurecimiento obligatorio, la escasez, las cartillas de racionamiento y un millar de pequeñas restricciones e inconvenientes. En opinión de David Lodge, "Los esclavos de la soledad es una de las mejores novelas inglesas escritas sobre la Segunda Guerra Mundial, aunque no contenga descripciones de combates o de la muerte y destrucción causadas por la guerra y aunque los soldados sólo aparezcan en ella francos de servicio".
En 1947 Hamilton fue contratado para asesorar la versión cinematográfica de La soga, pero su relación con Hitchcock se agrió en cuanto percibió su falta de influencia sobre la película; y su disgusto con el resultado final (ver más arriba) fue tan intenso que le condujo a una orgía alcohólica que precisó de una breve estancia en una clínica de reposo para recobrarse. Más satisfactoria le resultaría su labor como guionista del mediometraje (43 minutos) To the Public Danger (1948), dirigido por Terence Fisher y basado en su propia obra radiofónica del mismo título.
En algún momento entre 1948 y 1949 Hamilton comenzó una relación extramatrimonial con Ursula Stewart, de soltera lady Ursula Chetwynd-Talbot, autora de varias novelas firmadas como "Laura Talbot" (y de las que hoy solo se recuerda The Gentlewomen, de 1952). Sin embargo, hasta 1953 no se divorciaría de Lois Martin, y durante años vivió durante la semana (en dormitorios separados) con "La", como sus amigos llamaban a Ursula, volviendo con Lois durante los fines de semana; un peculiar triángulo que se mantendría incluso después del divorcio y hasta la muerte de Hamilton.

### Años de decadencia

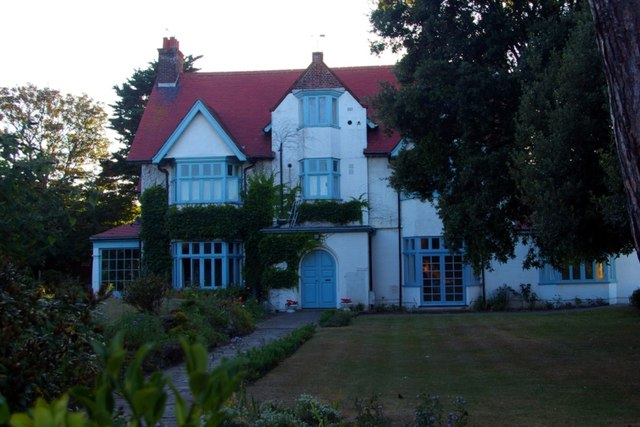
Martincross, Sheringham. La casa en uno de cuyos pisos pasó sus últimos años Patrick Hamilton

A pesar de su complicada vida privada, Hamilton fue capaz de escribir tres novelas más, que se conocerían como "Trilogía de Gorse", en referencia al nombre de su protagonista: un delincuente sociópata que se dedica a apoderarse de los ahorros de mujeres solitarias a las que seduce con su encanto, simulando distintas personalidades. Se trata de The West Pier ("El muelle oeste"), de 1951, Mr. Stimpson and Mr. Gorse, de 1953, y Unknown Assailant ("Agresor desconocido"), de 1954. Por más que Graham Greene considerase The West Pier "la mejor novela sobre Brighton", la trilogía tuvo una fría recepción de público y crítica; y las cosas no mejoraron cuando Hamilton no consiguió estrenar en el West End su última obra teatral, The Man Upstairs ("El hombre en la escalera"), publicada como libro en 1954. Muchos años más tarde, Mr. Stimpson and Mr. Gorse sería rescatada por la BBC en una miniserie de seis capítulos titulada The Charmer, emitida en 1987 y luego editada en DVD.
Después de estos relativos fracasos, los últimos años de Hamilton fueron difíciles e improductivos. Cuando se encontraba sobrio trabajaba en dos novelas, The Happy Hunting Grounds ("Los felices terrenos de caza") y Memoirs of a Heavy Drinking Man ("Memorias de un bebedor empedernido"), que quedarían inconclusas e inéditas. El alcoholismo y su vida amorosa disfuncional le condujeron a una crisis depresiva. Por consejo del primer marido de "La", Hamilton  recibió terapia electroconvulsiva, pero sin resultado. Murió el 23 de septiembre de 1962 de cirrosis hepática y fracaso renal agudo provocados por los estragos del alcohol en su organismo.

## Índice sistemático de obras

### Novela
- Monday Morning (1925)
- Craven House (1926)
- Twopence Coloured (1928)
- The Midnight Bell (1929)
- The Siege of Pleasure (1932)
- The Plains of Cement (1934)
- Twenty Thousand Streets Under the Sky: A Trilogy of London (1935 -publicación conjunta de las tres novelas anteriores-)
- Impromptu in Moribundia (1939)
- Hangover Square (1941)
- The Slaves of Solitude (1947)
- The West Pier (1952)
- Mr Stimpson and Mr Gorse (1953)
- Unknown Assailant (1955)

### Teatro
- Rope (1929)
- The Procuration of Judea (1930 -adaptación de una obra de Anatole France-)
- John Brown's Body (1930)
- Gas Light (1938)
- The Duke in Darkness (1942)
- The Governess (1946)
- The Man Upstairs (1954)

### Radioteatro
- Money with Menaces (1937)
- To the Public Danger (1939)
- This is impossible (1941)
- Caller Anonymous (1952)
- Miss Roach (1958 -adaptación de su novela The Slaves of Solitude-)